# لی جیاجون
لی جیاجون (انگلیسی: Li Jiajun؛ زادهٔ ۱۵ اکتبر ۱۹۷۵) اسکیت‌باز سرعت اهل چین است.